# Pallānkuli
Le pallāṅkuḻi (en tamoul : பல்லாங்குழி et en malayalam : പല്ലാങ്കുഴി, ISO 15919 : pallāṅkuḻi, en toulou ಚೆನ್ನೆಮಣೆ (Chennemaṇe), en canarais ಅಳಗುಳಿ ಮನೆ (Aḷaguḷi mane), en télougou వామన గుంటలు (Vāmana guṇṭalu) et en marathe सत्कोलि (Satkōli)), parfois transcrit en pallanguli ou pallanguzhi est un jeu sud-indien de la même famille que l'awele. 
Le plateau de jeu, généralement en bois, est constitué de deux rangées de sept trous chacune.
Au début de la partie, sept cauris (coquillages) sont placés dans chacun des trous. Dans certaines variantes, seulement six cauris sont placées dans chaque trou.
Chacun à son tour, les joueurs vont prendre tous les cauris d'un des trous placés en face d'eux et les distribuer un par un dans les trous suivants (dans le sens des aiguilles d'une montre).
Si le dernier cauris du semis tombe dans un trou où d'autres cauris y sont déjà présent, alors le joueur va prendre tous les cauris du trou suivant et continuer à semer. Si ce trou suivant est vide, alors tous les cauris du trou situé après ce trou vide sont capturés par le joueur.
Le pallāṅkuḻi a également été répandu hors de l'Inde du Sud par la diaspora tamoule indienne, notamment à Ceylan, en Malaisie et à Singapour. Cependant, dans ces trois pays préexistent déjà d'autres jeux apparentés au mancala.

## Galerie

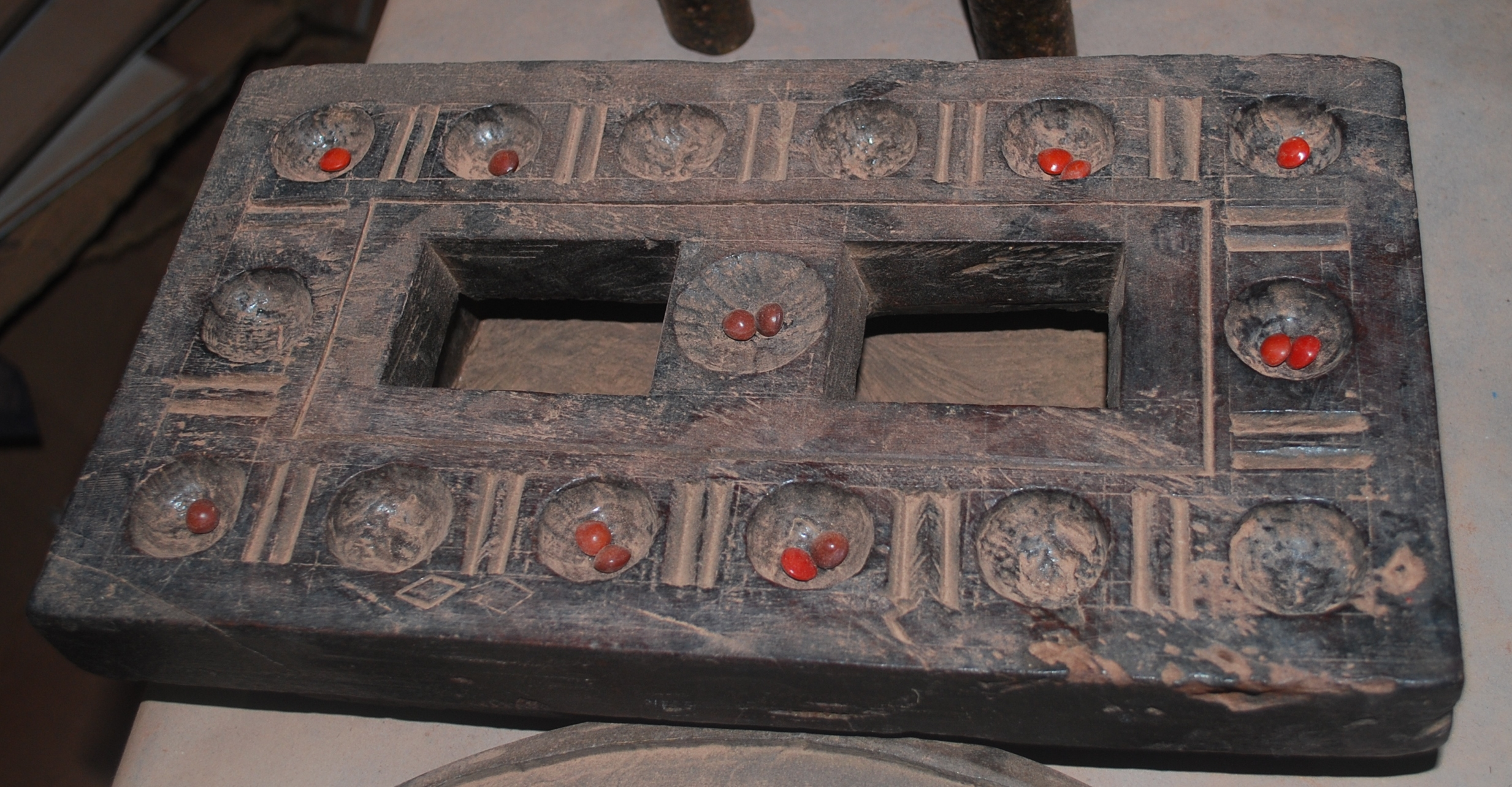
Un ancien plateau de pallanguli.
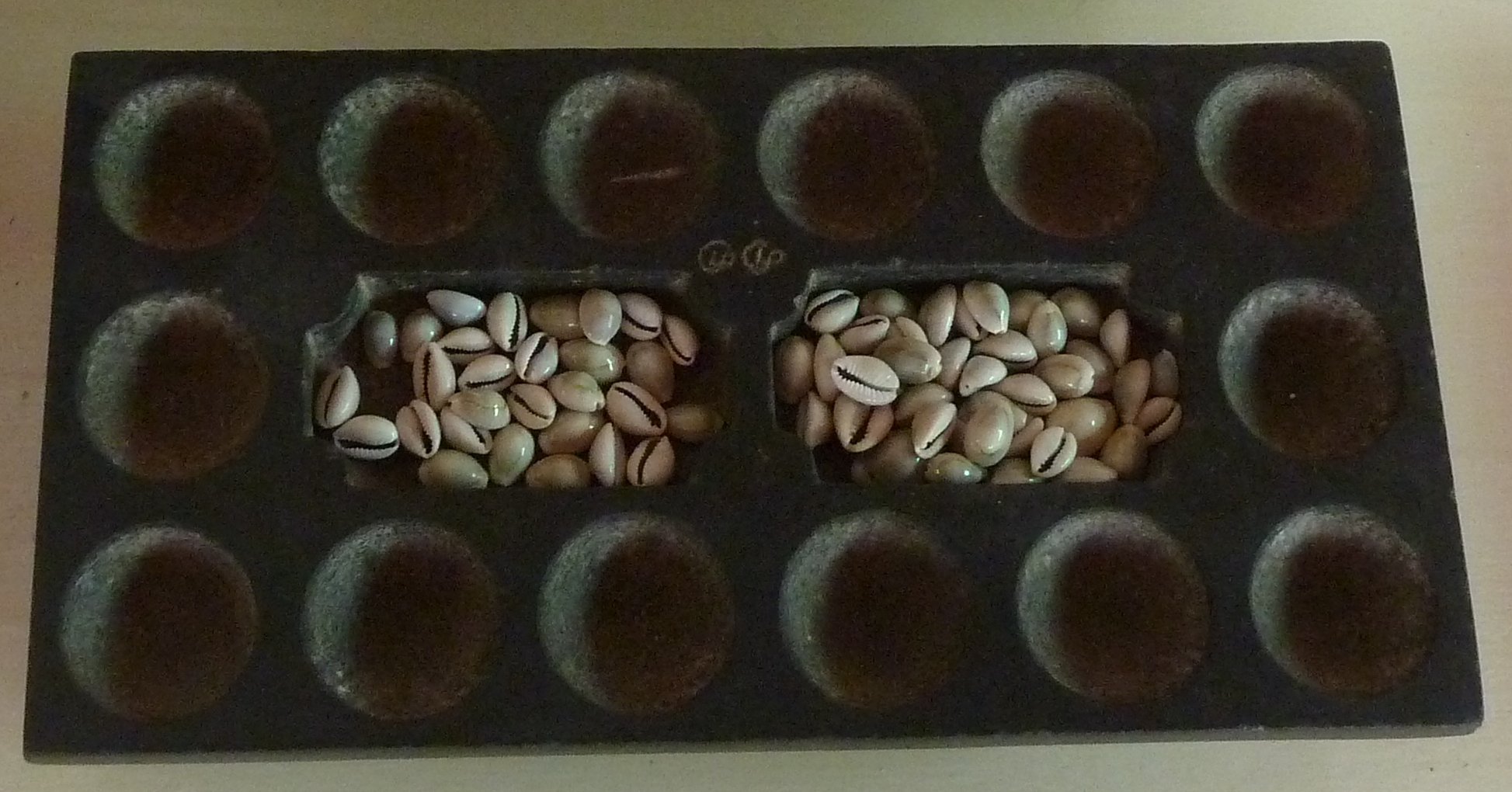
Plateau avec emplacement pour ranger les coquillages, Chettinad (Inde).
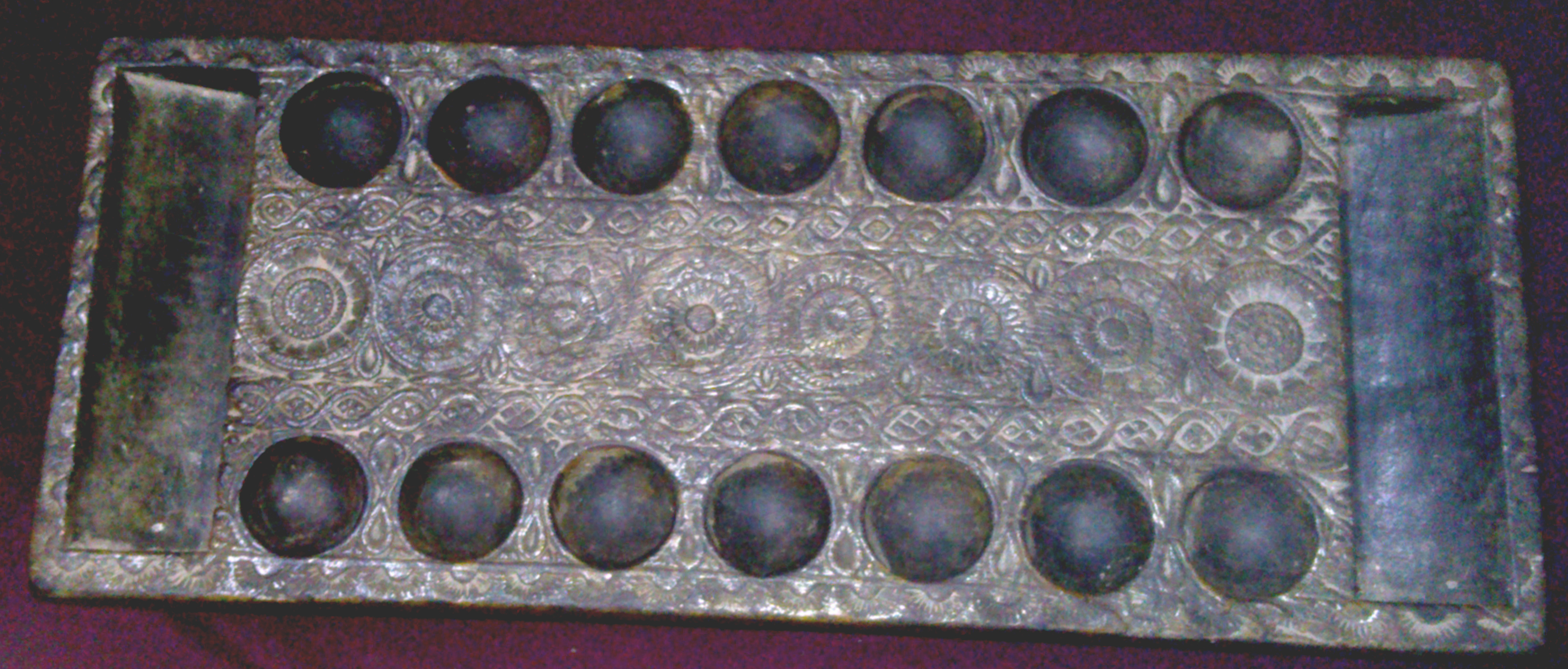
Un ancien plateau de Chennemane, Karnataka (Inde).
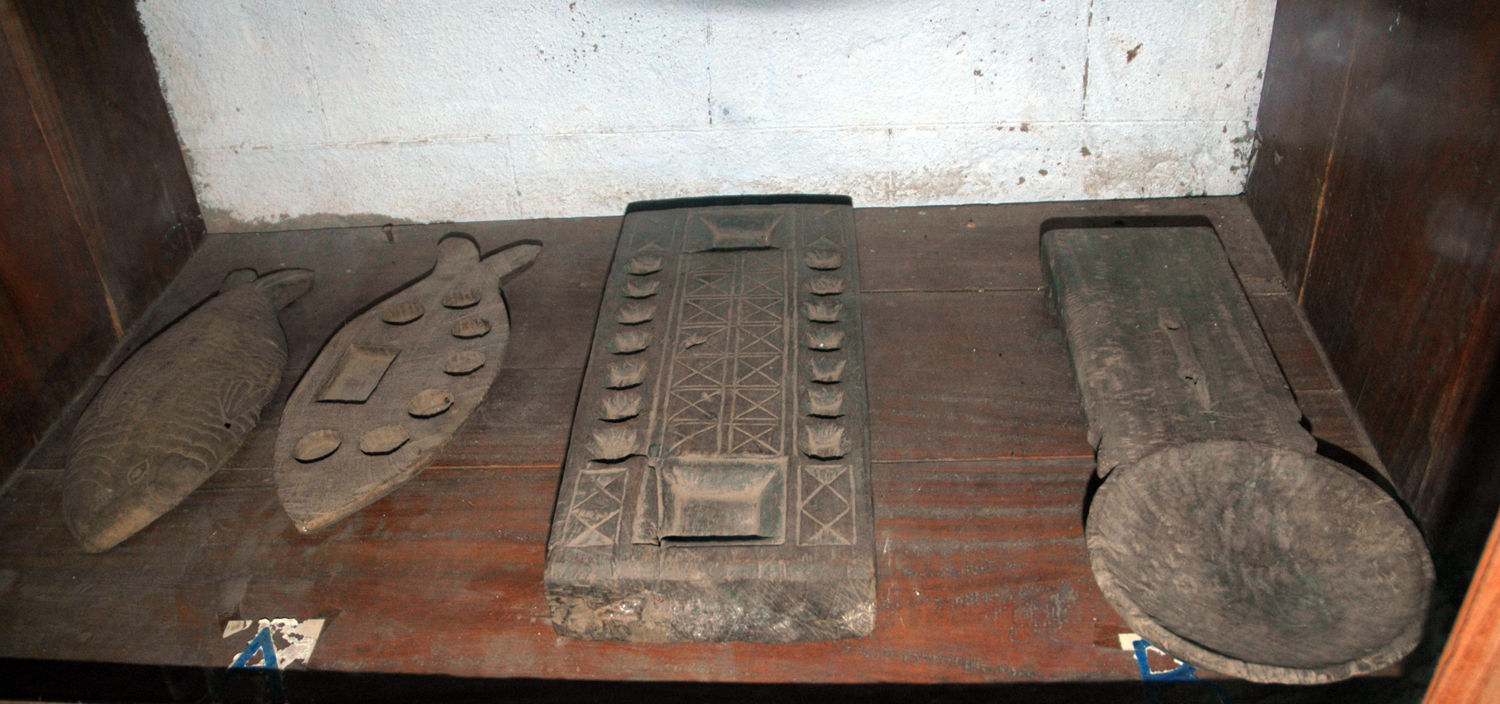
Différents plateaux en noix de coco exposés au musée de Jaffna (Sri Lanka).
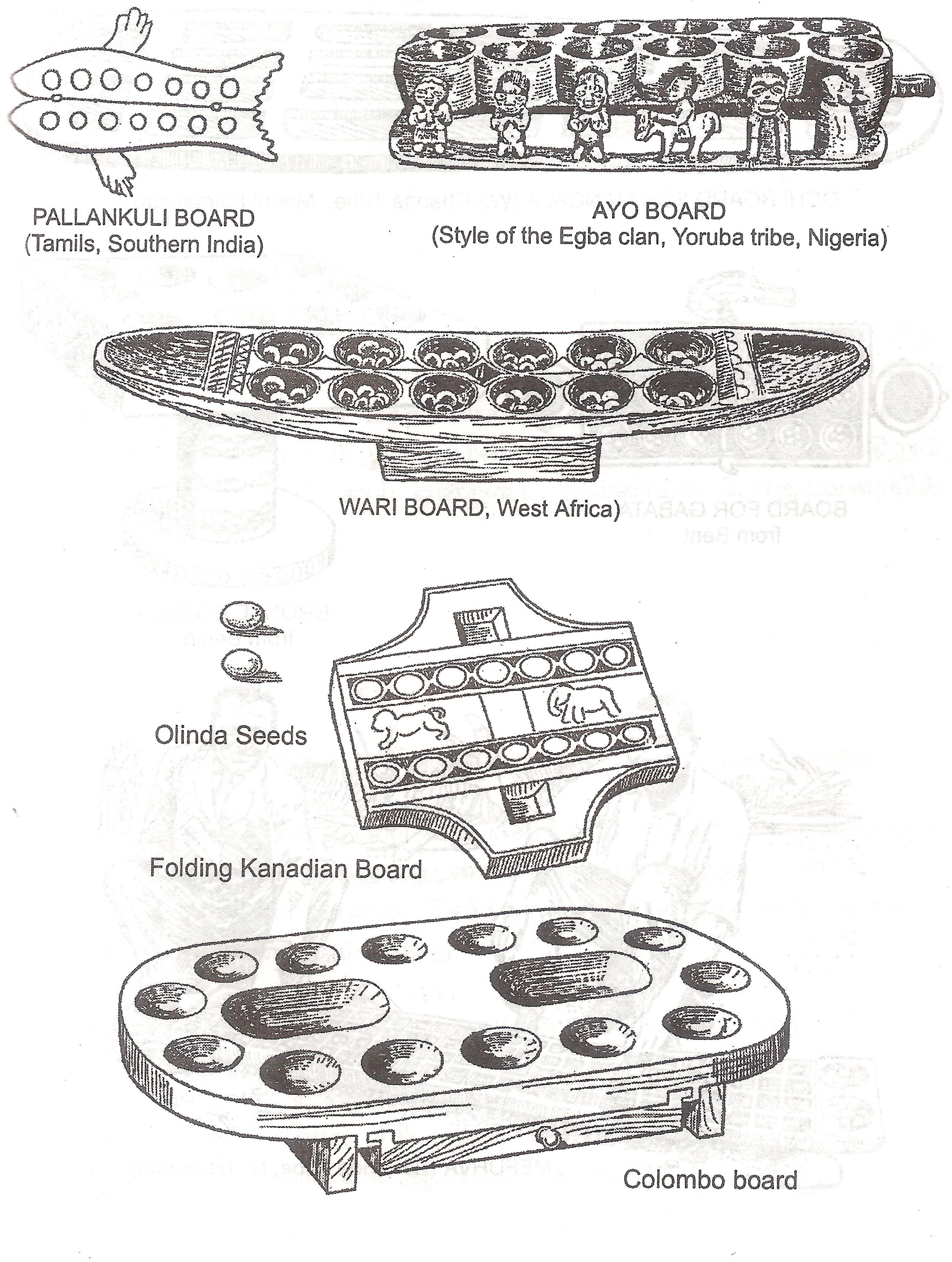
Variantes du jeu en Afrique de l'Ouest et Asie du Sud.